# 美国国徽
美国国徽实际上是美国官方大纹章（Great Seal of the United States）上的图案。印章存放在美国国务院，第一次用于1782年。
事實上，美国并未指定一个国徽图案。但纹章正面的图像实际上已经成为经常出现在官方文件或证件上的图案，例如美國护照。本文中出现的彩色版本图案不代表现实中的情况，实际大多数情况和纸张上盖下的图案是单色的。

## 设计

### 正面
国徽正面图案的主要形象是象征美国的白頭海鵰（常被誤為是禿鷲），白頭海鵰是力量、勇气、自由和不朽的象征。白頭海鵰的双翅展开（纹章学裡称为「展现」）。左右鵰爪分别抓着象征武力的箭枝和象徵和平的橄榄（参见橄榄枝请愿书），鵰头目视右方。象征「期望和平，但隨時準備好戰爭。」鵰嘴叼着的绶带上写着拉丁文格言“合众为一”（E Pluribus Unum）。鵰头上方的象征着拥有主权的新生国家「光环」的蓝色背景裡镶着象征美国最初13个州的13颗五角星。
鵰胸前有一个没有支撑物的盾，使人混淆的是此盾有两个主要与美国国旗的不同之處：其一是上方的蓝色部分内没有星（虽然其他的一些纹章上有；代表美國參議院的纹章上就有13颗星，9·11委員會報告使用的纹章蓝色部分则为50个有孔的星），其二是不像国旗那样，下方的红白条纹最外面的是白色条纹，而非红色条纹。整个纹章经常被描述为「以蓝色为底色，等分为13个条，白红相间」这个描述技术上是不准确的，因为盾型是不可被垂直等分奇数份；其他类似错误的描述有：「用红色在白色底上等分六条...」。但所有这些描述都指出那条纹代表的是美洲最初的十三个殖民地。

### 背面
封印的背面主体是一个未完工的金字塔，在金字塔的底部用罗马数字刻着1776年，也就是美國獨立宣言的發表年。在金字塔将要完工的顶端，所谓的上帝之眼观察着一切。上下写着两个铭文：：意思是「天佑吾人基業」。：这是引自维吉尔的《牧歌集》，意思是「時代新秩序」。

## 意义
1935年後，封印两面均作为美国一美元纸币联邦储备符号使用。
正面符号的意义是明显的—盾是国旗的变化形式，美國國鳥白頭海雕则是广为人知的美国象征。
广为人知的是上帝之眼是文艺复兴时期的经典标志。上帝的全视之眼在基督教圣经中被多次提及。三角型的设计最初是Pierre Eugene DuSimitiere建议的，之後纹章学家William Barton发展了这一设计。在Du Simitière最初的草稿裡，带着全视之眼的金字塔位于两人中间盾的上方。1776年8月20日纹章设计委员会的第一份报告裡描述「饰章裡普罗维登斯之眼放射出扩散到盾及人物的光辉。」
另一个争论焦点就是正面星所发出光辉的形式。一些历史学家相信美国独立战争时期的金融天才和银行家海姆·所罗门参与帮助了图案的设计。他是一名犹太人，图案中五角星大致是以大卫之星的形式排列；这似乎是设计者在「赞美」海姆·所罗门的努力。无论如何，这种理论忽略了要美观对称的排列13颗星的困难度，而且当时大多数平民一直使用六角星。直到19世纪末单独的星星才被画为五角星。

## 历史
1776年7月4日，大陆会议任命了一个委员会去设计国家纹章封印。在经过6年3个委员会後，他们仍然没有达成一致的设计意见。最後，问题被移交到国会秘书查尔斯·托马斯那里，他把先前的三个设计加以合并。国会最後在1782年6月20日通过了他的整合方案，这个印章使用至今，人们把它雕刻在一个直径2.25英寸的黄铜制作的柱面上（被称为matrices，意为本体）。

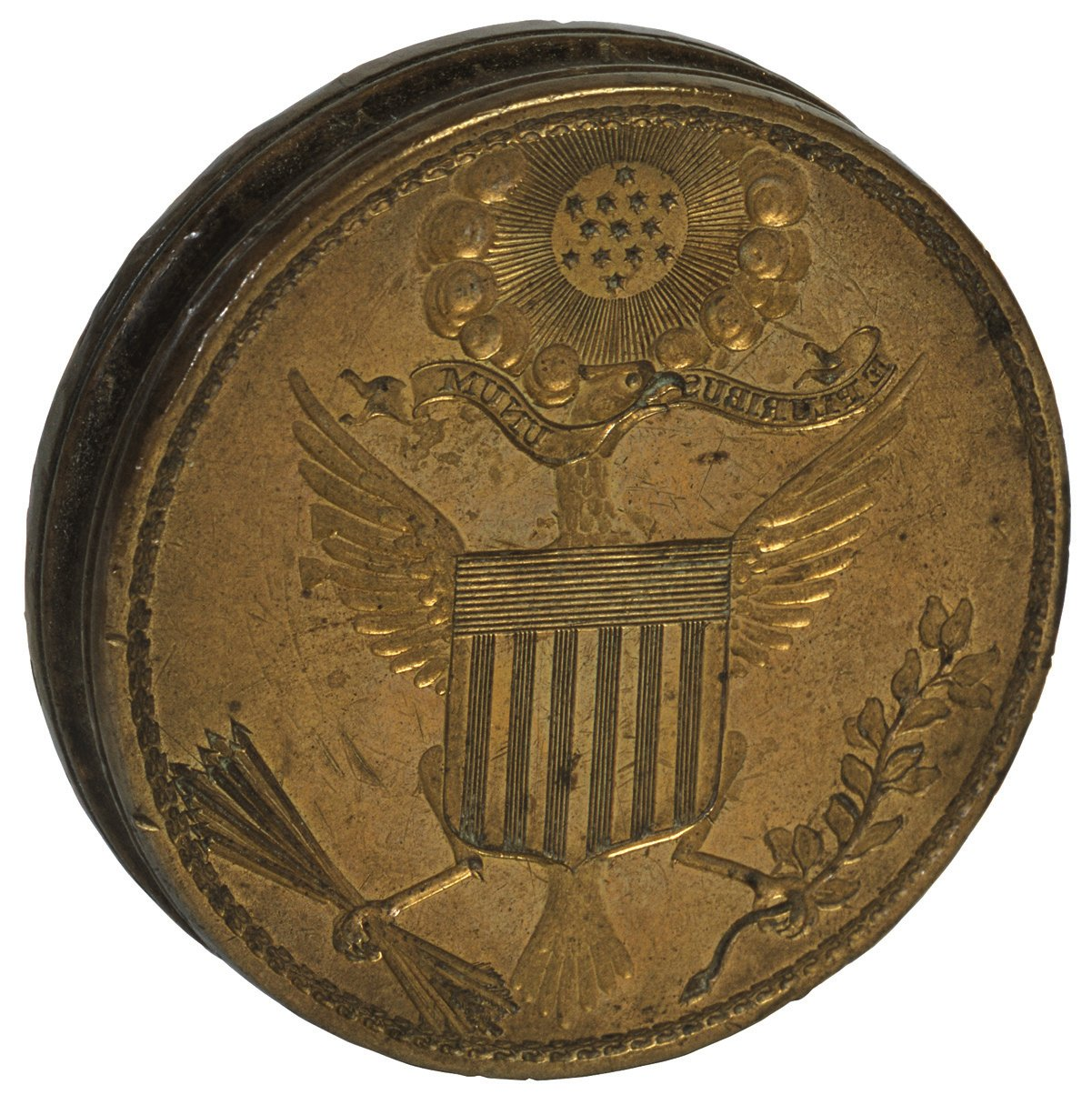
1782年第一个退役的美国国徽印章

1782年9月16日，托马斯第一次使用了印章，确认签署允许授权乔治·华盛顿进行一次交换战俘的谈判。托马斯一直使用着它直到1789年依据宪法建立了一个新政府，那之後他把印章交给国务卿托马斯·杰斐逊。从那时开始，他和他的继任者就一直使用它颁发签署外交文件。
原始的印章在1841年因为太旧而更换了。
从最初的开始到现在已经使用了7个印章，这些印章现在可以在位于美国华盛顿的国家档案馆看到。

## 现在的国徽

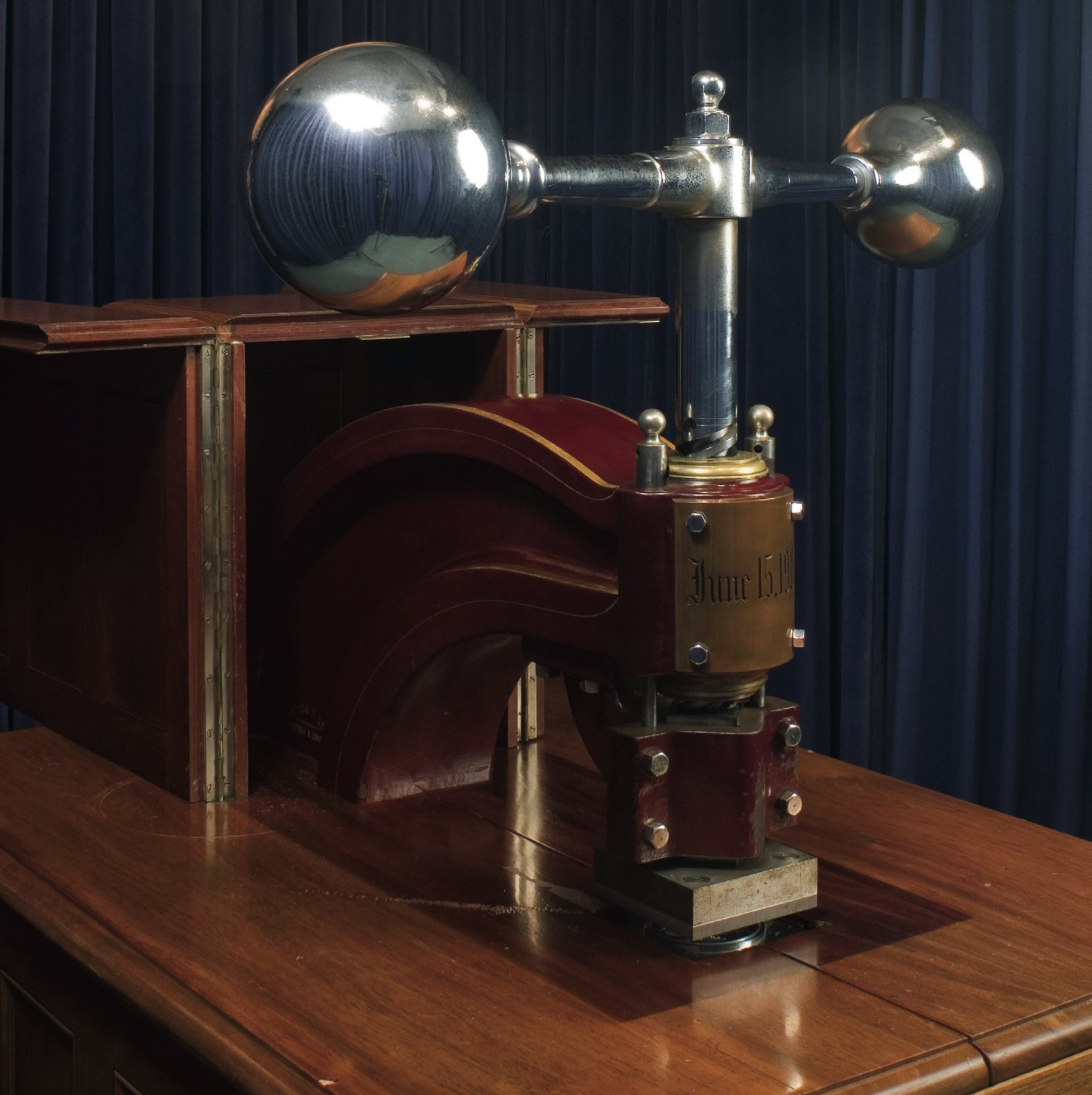
国徽的压印器

国徽正面的图案被作为美国国际协定和美国政府文档的象征而使用。原件存放在美国国务院展览大厅的一个锁起来的玻璃容器内。正式协约需要总统和国务卿签名后，国会批准後盖上这个章。这个章每年大约使用2000-3000次。

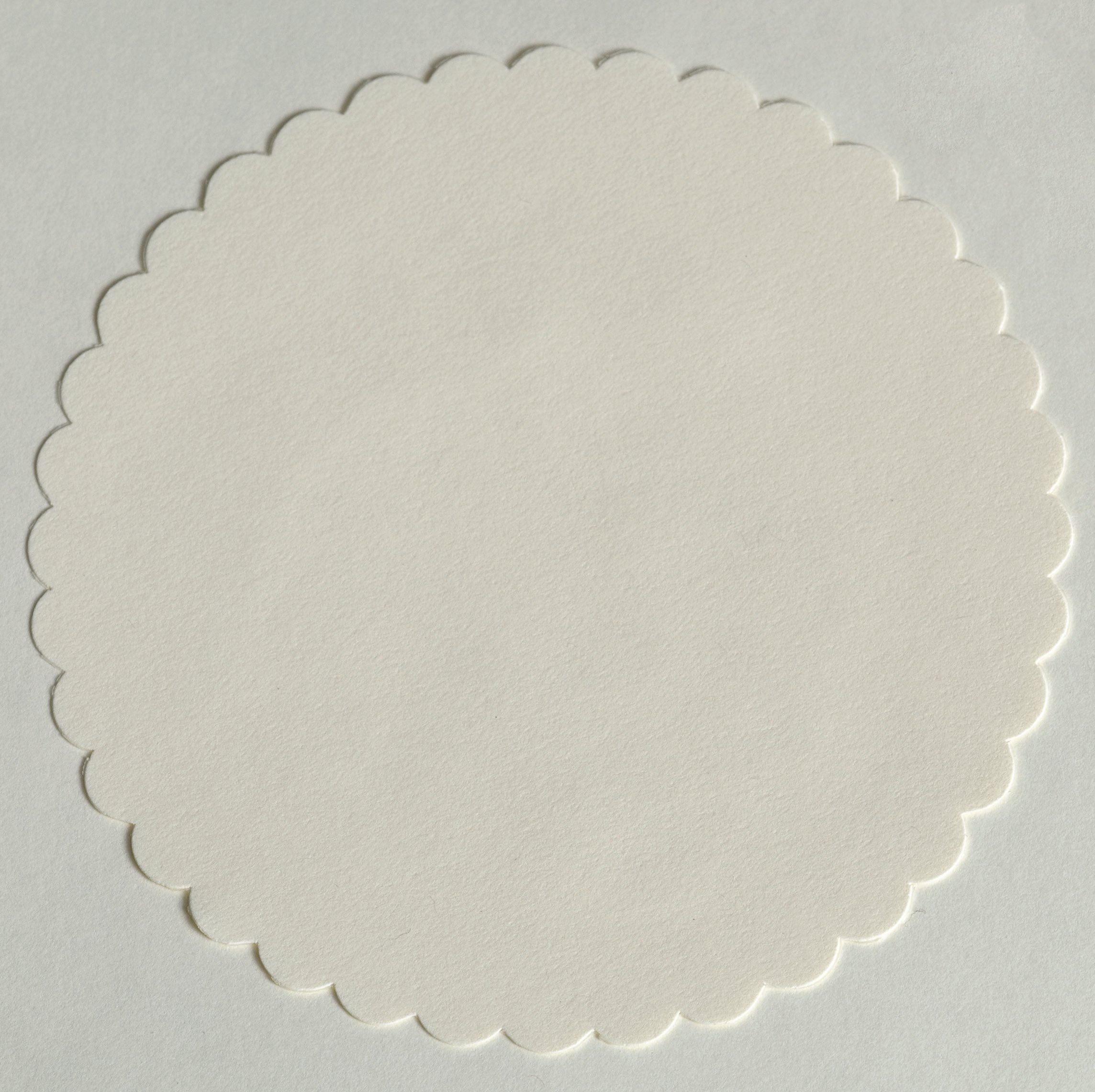
用于盖印的圆片
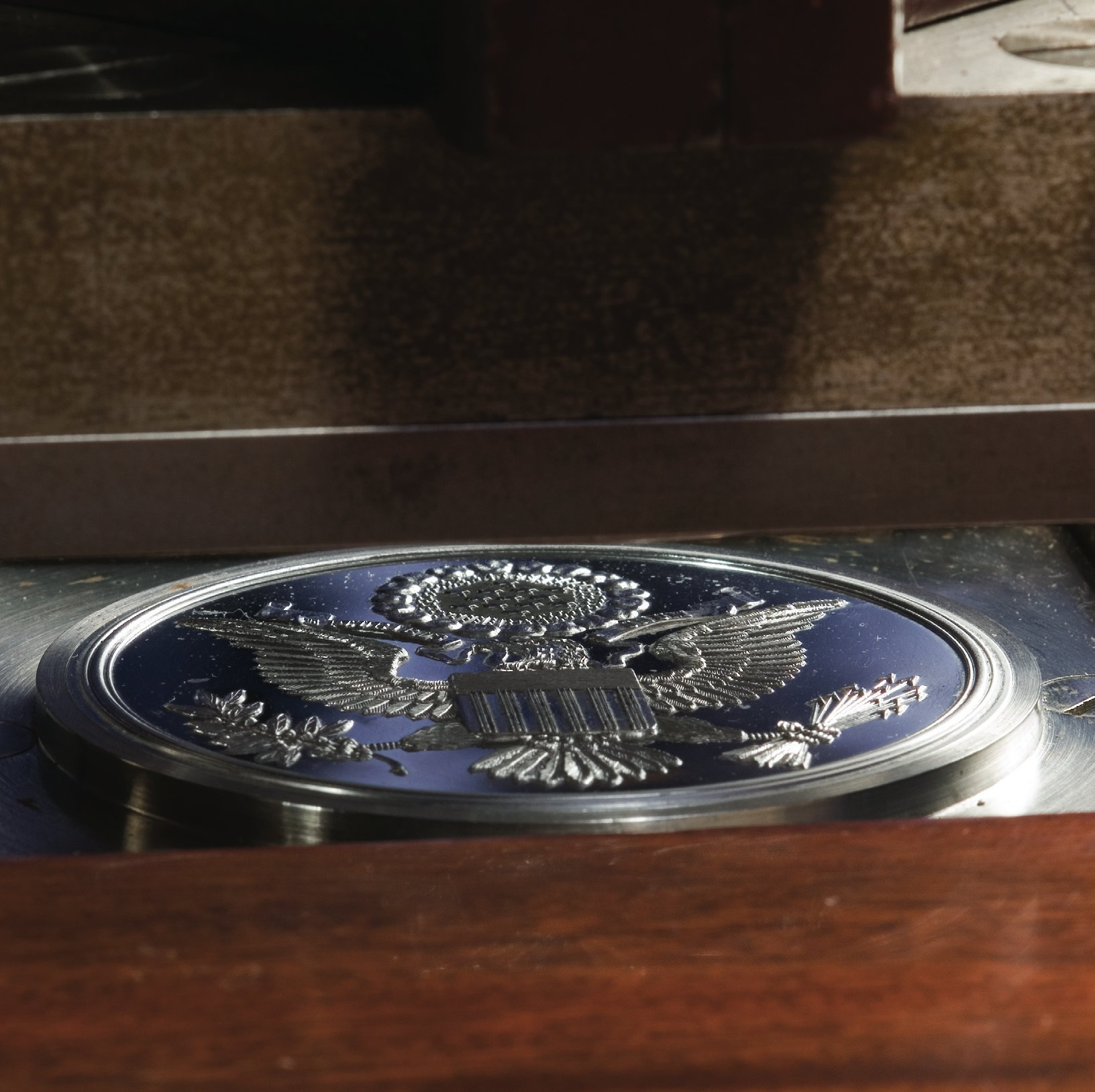
圆片置于底模之上
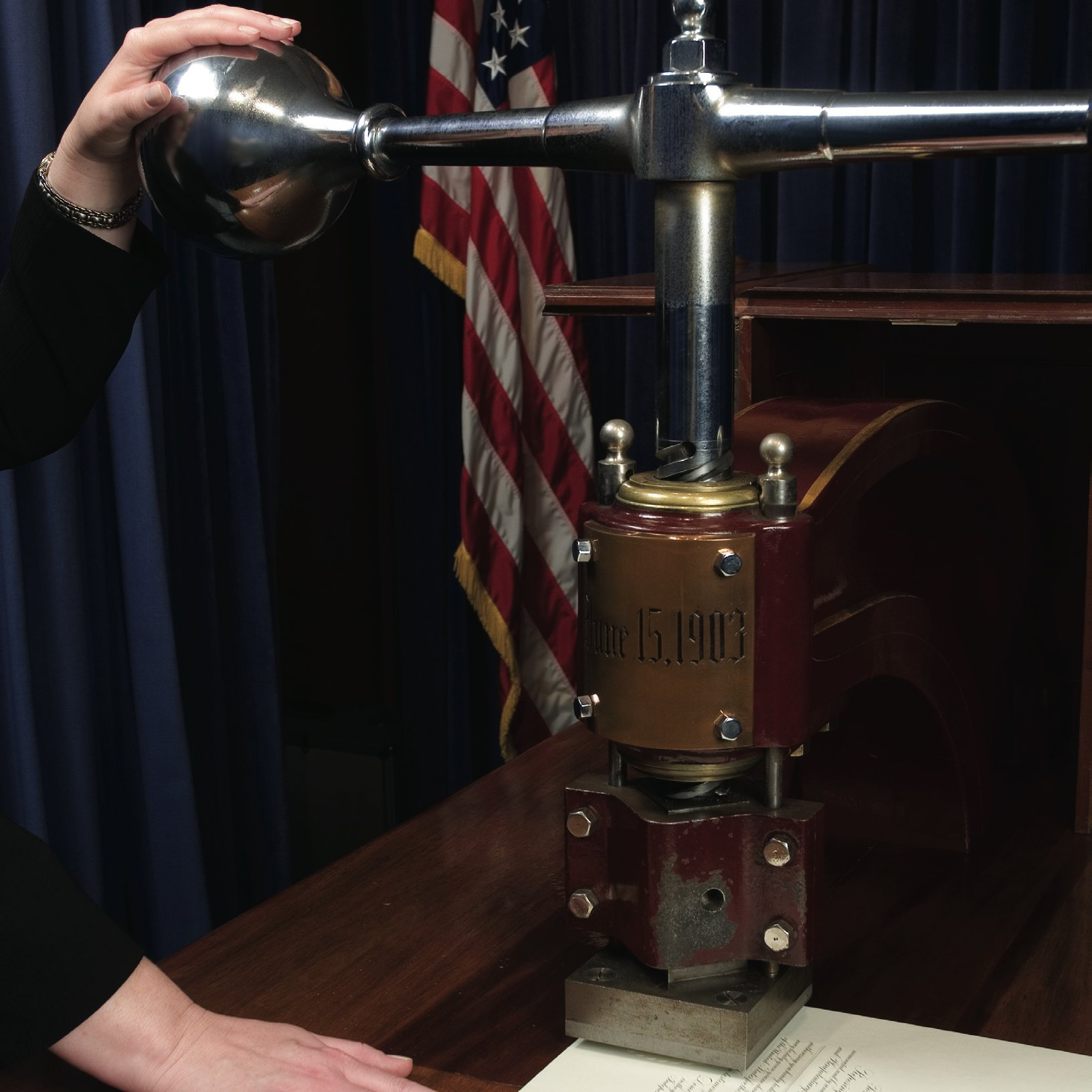
加盖印章
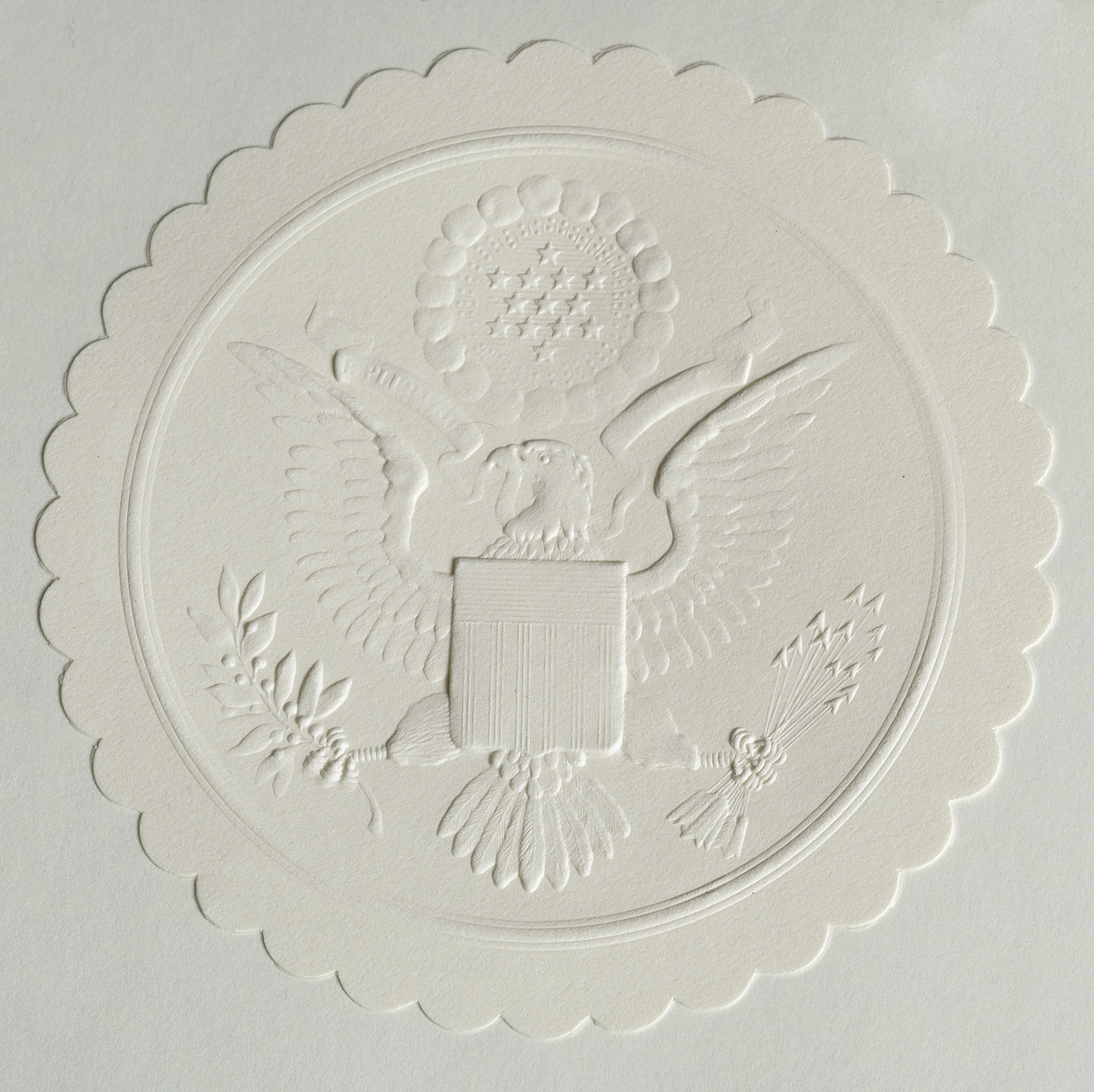
盖印后的圆片
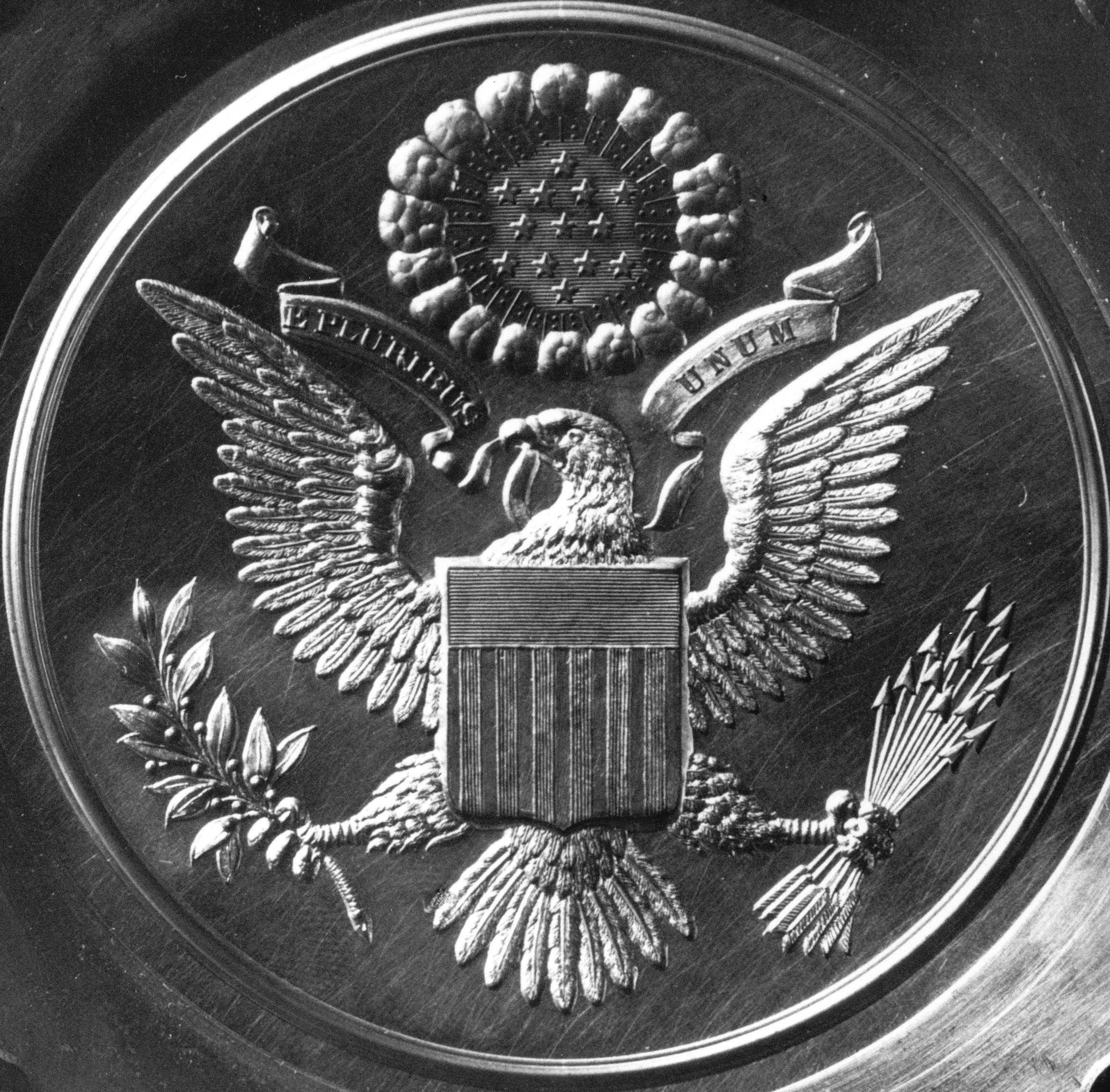
美國國徽印章（2007年製）